# Blyxa japonica
Blyxa japonica (Japanisches Fadenkraut) ist eine Pflanzenart aus der Familie der Froschbissgewächse (Hydrocharitaceae).

## Beschreibung
Die Stängel sind länglich, 10 bis 20 Zentimeter hoch und verzweigt. Die Blätter wachsen am Stängel, sind lanzettlich, 3 bis 6 Zentimeter × 1 bis 3 Millimeter groß und haben ein spitzes Ende. Die Spathas sind sitzend, grün und 1 bis 3 Zentimeter × 1 bis 3 Millimeter groß. Die Blüten sind zweigeschlechtig. Die Kelchblätter sind lineal-lanzettlich, 2 bis 4 × 0,5 bis 1 Millimeter groß und grün mit purpurner Mittelrippe. Die Kronblätter sind 6 bis 10 × 0,5 bis 1 Millimeter groß. Es sind 3 Staubblätter vorhanden. Die Staubfäden sind glatt und 1 bis 3 Millimeter lang. Die Staubbeutel sind 1,8 bis 2,5 Millimeter lang. Der Fruchtknoten ist kegelförmig. Die Griffel sind 3 bis 4 Millimeter groß. Die Früchte messen 1 bis 2,5 Zentimeter. Die 30 bis 60 Samen sind schmal elliptisch und glatt.
Die Art blüht und fruchtet von Mai bis Oktober.
Die Chromosomenzahl beträgt 2n = 72.

## Vorkommen
Blyxa japonica wächst in Reisfeldern, Teichen und Kanälen. Die Art kommt in Indien, Nepal, Bangladesch, Myanmar, Thailand, Malaysia, Neuguinea, Vietnam, China (Anhui, Fujian, Guangdong, Guangxi, Guizhou, Hainan, Hubei, Hunan, Jiangsu, Jiangxi, Liaoning, Sichuan, Zhejiang), Taiwan, Korea und Japan vor.

## Systematik
Die Art wurde 1866 von Miquel als Hydrilla japonica erstbeschrieben. Ascherson & Gürke stellten sie 1889 als Blyxa japonica in die Gattung Blyxa. Synonyme sind Blyxa laevissima Hayata und Blyxa angustipetala (Ridley) Masamune var. laevissima (Hayata) Masamune.
Man kann zwei Varietäten unterscheiden:
- Blyxa japonica var. alternifolia (Miq.) C.D.K.Cook & Lüönd: Sie kommt in Vietnam, Malaysia, Borneo und Sumatra vor.[2]
- Blyxa japonica var. japonica: Sie kommt im tropischen und subtropischen Asien vor.[2]